# 409
Năm 409 là một năm trong lịch Julius.